# Carnaval dos Baixinhos
Carnaval dos Baixinhos é o segundo álbum de compilação de Xuxa, lançado sob o selo Xuxa Discos (RGE). O álbum temático foi lançado em dezembro de 1988 especialmente para o carnaval de 1989 e tinha as músicas compostas por músicas de Xuxa, Atchim & Espirro, Os Abelhudos e Chiclete com Banana. As músicas foram regravadas em ritmo de carnaval, todas cantadas por um coro basicamente infantil e mixadas continuamente, sem pausa, em uma única faixa de cada lado do disco. As faixas do álbum passaram a ser bastante executadas no programa, a partir da época do seu lançamento, sobretudo nos programas próximos às datas de ano novo e carnaval. A arte de capa, assinada por Reinaldo Waisman, tem um casal de crianças nuas, de costas, ao meio de confetes e serpentinas desenhadas, bem como seus únicos vestimentos (uma calcinha fio-dental e uma folha de parreira). O álbum vendeu em uma semana mais de 260.000 cópias, 1 mês depois já havia atingido mais 300.000 cópias recebendo disco de platina.

## Faixas
| Lado A         |                                       |                                              |                            |         |  |
| N.º            | Título                                | Compositor(es)                               | Cantores Originais         | Duração |  |
| 1.             | "Ilariê"                              | Cid Guerreiro, Dito e Ceinha                 | Xuxa                       | 19:23   |  |
| 2.             | "Dança da Xuxa"                       | Prêntice, Ronaldo Monteiro de Souza          |                            |         |  |
| 3.             | "Iô-Iô"                               | Michael Sullivan e Paulo Massadas            | Xuxa e Trem da Alegria     |         |  |
| 4.             | "Thundercats"                         | Michael Sullivan e Paulo Massadas            | Trem da Alegria            |         |  |
| 5.             | "Rambo"                               | Michael Sullivan                             | Xuxa                       |         |  |
| 6.             | "Piuí Abacaxi"                        | Mendes Junior                                | Xuxa e Trem da Alegria     |         |  |
| 7.             | "Cascão"                              | Turma da Mônica                              | Turma da Mônica            |         |  |
| 8.             | "O Gato-to"                           | Michael Sullivan e Paulo Massadas            | Os Abelhudos               |         |  |
| 9.             | "Brincar de Índio"                    | Michael Sullivan e Paulo Massadas            | Xuxa                       |         |  |
| 10.            | "Dia de Paraíso"                      | Michael Sullivan e Paulo Massadas            | Os Abelhudos               |         |  |
| 11.            | "Roda, Roda Pião"                     | Mauro Motta, Robson Jorge e Lincoln Olivetti | Nova Turma do Balão Mágico |         |  |
| 12.            | ""Surfin' USA" (Surf é o Que eu Sei)" | Marcos Valle, Claudio Rabello e M. Pierre    | Juba e Lula                |         |  |
| 13.            | "Festa do Amor"                       | Michael Sullivan e Paulo Massadas            | Patrícia Marx              |         |  |
| 14.            | "Pego um Martelo"                     | Michael Sullivan e Paulo Massadas            | Gabriela                   |         |  |
| Duração total: | Duração total:                        | Duração total:                               | Duração total:             | 19:23   |  |

| Lado B         |                                 |                                        |                        |         |  |
| N.º            | Título                          | Compositor(es)                         | Cantores Originais     | Duração |  |
| 1.             | "Festa do Estica e Puxa"        | Chiclete com Banana                    | Xuxa                   | 20:25   |  |
| 2.             | "Turma da Xuxa"                 | Reinaldo Waisman e Robson Stipancovich | Xuxa                   |         |  |
| 3.             | "Pique-Pega, Pique-Esconde"     | Michael Sullivan e Paulo Massadas      | Trem da Alegria        |         |  |
| 4.             | "Doce Mel (Bom Estar Com Você)" | Claudio Rabello e Renato Corrêa        | Xuxa                   |         |  |
| 5.             | "A Orquestra dos Bichos"        | Chico Roque e Carlos Colla             | Trem da Alegria        |         |  |
| 6.             | "As Crianças e os Animais"      | Michael Sullivan e Paulo Massadas      | Os Abelhudos           |         |  |
| 7.             | "King Kong e Seu Konguinho"     | Atchim & Espirro                       | Atchim & Espirro       |         |  |
| 8.             | "O Circo da Alegria"            | Cid Guerreiro e Dito                   | Atchim & Espirro       |         |  |
| 9.             | "Super-Heróis Brasileiros"      | Michael Sullivan e Paulo Massadas      | Os Trapalhões          |         |  |
| 10.            | "Madagascar Oludum"             | Rey Zulu                               | Reflexu's              |         |  |
| 11.            | "Fé Brasileira"                 | Chiclete com Banana                    | Chiclete com Banana    |         |  |
| 12.            | "Gritos de Guerra"              | Chiclete com Banana                    | Chiclete com Banana    |         |  |
| 13.            | "Rexeita da Xuxa"               | Arnaldo e Mônica Freitas               | Trem da Alegria e Xuxa |         |  |
| 14.            | "A Dança do King Kong"          | Michael Sullivan e Paulo Massadas      | Atchim & Espirro       |         |  |
| 15.            | "Pelado"                        | Roger                                  | Ultrage e Rigor        |         |  |
| Duração total: | Duração total:                  | Duração total:                         | Duração total:         | 20:25   |  |

## Certificações
| Região                     | Certificação | Vendas  |
| -------------------------- | ------------ | ------- |
| Brasil (Pro-Música Brasil) | Platina      | 300,000 |

## Ficha Técnica
- Supervisão Geral: Xuxa Meneghel, Marlene Mattos e Vasco Borges
- Produção Artística: Aramis Barros
- Assistente de Produção Artística: Jorge Correa
- Arranjos e Regência: Jaime Além
- Técnico de Gravação e Mixagem: Luiz Paulo
- Assistentes de Estúdio: Williams, Júlio Carneiro, Cezar e Ívan
- Gravado Nos Estúdios Som Livre (RJ)
- Fotos: André Wanderley
- Arte: Duncan
- Capa: Reinaldo Waisman
- Bebês: Rafaela Wanderley e Victor Hugo A. Silva